# Nysted Sogn
Nysted Sogn var et sogn i Lolland Østre Provsti (Lolland-Falsters Stift). Det blev 29. november 2020 lagt sammen med Vantore Sogn under navnet Nysted-Vantore Sogn.
I 1800-tallet var Herritslev Sogn fra Musse Herred i Maribo Amt anneks til Nysted Sogn, der lå i Nysted Købstad og kun geografisk hørte til herredet. Nysted Købstad blev ved kommunalreformen i 1970 kernen i Nysted Kommune, der ved strukturreformen i 2007 indgik i Guldborgsund Kommune.
I Nysted Sogn lå Nysted Kirke.
I sognet findes følgende autoriserede stednavne:
- Brøndholt (bebyggelse)
- Møllerhuse (bebyggelse)
- Nysted (bebyggelse)
- Nysted Mark (bebyggelse)
- Nystedskov (bebyggelse)
- Skovstræde (bebyggelse)